# Челатьма
Челатьма — село в Дивеевском районе Нижегородской области. Входит в состав Дивеевского сельсовета, постоянное население 24 человека на 2008 год (в 1982 году было 106 жителей).
Расположено в центре района в 13 км западнее райцентра Дивеево, в истоках речки Крутец (левый приток Сармы), высота над уровнем моря 185 м. Ближайшие населённые пункты: деревни Владимировка в 1 км южнее и Крутцы в 2 км на север. В селе 2 улицы: Заречная и Советская.